# 자유 전자 모형
고체 물리학에서 자유 전자 모형(free electron model)은 결정 구조를 이루고 있는 금속 내에서 가전자(valence electron)의 운동을 기술하는 이론이다. 자유 전자 모형은 아놀드 좀머펠드에 의하여 이론적인 발전을 이루었다. 좀머펠드의 이론에 의하면 금속 내의 가전자는 드루드 모형(Drude model)과 페르미-디랙 통계를 따른다. 따라서 자유 전자 모형은 드루드-좀머펠드 모형(Drude-Sommerfelt model)으로도 알려져 있다. 이 간단한 모형을 통하여 실험으로 밝혀진 금속의 열 및 전기 전도도의 크기와 온도 의존성, 열용량의 크기와 온도 의존성 그리고 비데만-프란츠 법칙 등을 매우 잘 설명할 수 있다.

## 같이 보기
- 블로흐 정리
- 밀접 결합 근사
- 보스-아인슈타인 통계
- 백색왜성